# Leiophron duplobrevicornis
Leiophron duplobrevicornis är en stekelart som beskrevs av Roy D. Shenefelt 1969. Leiophron duplobrevicornis ingår i släktet Leiophron och familjen bracksteklar. Inga underarter finns listade i Catalogue of Life.